# Дора Браян
До́ра Бра́ян (англ. Dora Bryan; справжнє ім'я — Дора Мей Бродбент; 7 лютого 1923 , Parboldd, Північно-Західна Англія  — 23 липня 2014 , Брайтон, Південно-Східна Англія ) — англійська акторка театру, кіно і телебачення, співачка. Офіцерка ордена Британської імперії.

## Життєпис
Дора Мей Бродбент народилася 7 лютого 1923 року в місті Саутпорт (графство Мерсісайд), зросла в селі під Олдемом. Батько, Альберт Бродбент, володів невеликим млином, але розорився. Мати, Джорджина Гілл (пом. 1963), володіла магазином одягу в цьому місті. 
Ще в дитинстві Дора виявила схильність до театральної майстерності, зокрема, ще дитиною вона була вправною в пантомімі, вперше на сцені з'явилася в 12 років. Під час Другої світової війни Дора вступила до Національної асоціації служби розваг і виступала для британських солдатів, які воюють в Італії. 1945 року повернулася до Англії і стала грати ролі в провідних театрах Вест-Енду. Драматург Ноел Ковард підібрав молодій акторці сценічний псевдонім Дора Браянт. Однак через помилки зникла остання буква т, і акторка стала відома як Дора Браян. Причиною появи саме цього псевдоніма став погляд, що впав на коробку сірників Bryant and May.
Миттєво впізнавана за голосом, який став візитівкою її виступів, вона перенесла багато зі свого театрального досвіду у фільми, граючи переважно допоміжні ролі. Вона часто грала повій — наприклад, у «Занепалому кумирі» (1948), одному з її найперших фільмів, та «Синій лампі» Ілінга (1950). Так само вона з'явилася в стереотипних жіночих ролях в інших фільмах, наприклад, «Дарований кінь» (1952), «Герої вутлого суденця» (1955), «Зелена людина» (1956) і «Сержант Керрі» (1958).
1964 року Дора Браян випустила музичний альбом з назвою «Дора».
1972 року Дора, її чоловік і їх троє дітей, перебуваючи в Іспанії, потрапили в серйозну автомобільну аварію.
Деякий час Дора з чоловіком володіли готелем «Кларджес» на узбережжі у Брайтоні (цей готель був головною локацією у фільмах «Продовжите, коли вам буде зручно» (1971) і «Так тримати, дівчата» (1973)), але бізнес не пішов і його довелося продати, пара залишила собі одну квартиру з видом на море в цьому будинку, де й прожили значну частину життя.
1987 року світ побачила автобіографія акторки According To Dora («Згідно з Дорою»).
До 2009 року Браян не вставала з інвалідного візка і переїхала в будинок для літніх людей у місті Гоув. 13 вересня 2013 року в музеї села Роттінґдін відкрилася експозиція, присвячена Дорі Браян.
Дора Браян померла 23 липня 2014 року у віці 91 року в будинку для літніх людей в Гоуві. Церемонія прощання пройшла в церкві Святого Георгія, тіло актриси було піддано кремації, останки поховані в Брайтоні.

### Особисте життя
1954 року Дора Браян одружилася з гравцем у крикет Біллом Ловтоном (1920—2008), з яким познайомилася ще в 1940 році. Пара прожила в шлюбі 54 роки до смерті чоловіка 14 серпня 2008 року. У шлюбі мала трьох дітей (ще троє померли відразу після народження), причому двоє прийомних: сини — Вільям (нар. 1962, рідний) і Деніел, дочка — Джорджина (названа на честь матері). Джорджина в 36 років померла від алкоголізму, і сама Дора в кінці 1970-х — початку 1980-х перебувала в товаристві анонімних алкоголіків.

### Нагороди
- 1962 — Премія BAFTA за кращу жіночу роль за роль у фільмі «Смак меду»[en]
- 1996 — Премія Лоренса Олів'є за краще виконання допоміжного складу[en] за роль у постановці «День народження»[en]
- 1996 — Офіцерка Ордена Британської імперії

## Вибрані роботи

### Сцена
- Друга половина 1940-х — Приватні життя[en] / Private Lives
- 1962 — Джентльменам подобаються блондинки[en] / Gentlemen Prefer Blondes
- 1966—1968 — Хелло, Доллі! / Hello, Dolly!
- 1984 — Віндзорські насмішниці / The Merry Wives of Windsor — місіс Квіклі
- 1985 — Ніч помилок, або Приниження гірше гордості[en] / She Stoops to Conquer — місіс Хардкасл
- 1987 — Пігмаліон / Pygmalion — місіс Пірс
- 1987 — Безумства[en] / Follies — Карлотта Кемпіон
- 1991 — 70, дівчата, 70[en] / 70, Girls, 70
- 1994 — День народження[en] / The Birthday Party

### Широкий екран
- 1947 — Вибулий з гри / Odd Man Out — дівчина в телефонному кіоску (в титрах не зазначена)
- 1948 — Повержений ідол / The Fallen Idol — Роуз
- 1949 — Адам і Евеліна[en] / Adam and Evelyne — помічниця продавця (в титрах не зазначена)
- 1949 — Перервана пригода[en] / The Interrupted Journey — офіціантка
- 1950 — Синя лампа / The Blue Lamp — Мейсі
- 1950 — Радість мандрівника[en] / Traveller's Joy — Єва
- 1951 — Коло небезпеки / Circle of Danger — Баблз Фітцджеральд
- 1951 — Леді Годіва знову в сідлі[en] / Lady Godiva Rides Again — дівчина
- 1951 — Вищий ступінь зради[en] / High Treason — місіс Боверс
- 1952 — Сміт, що шепоче, підкорює Лондон[en] / Whispering Smith Hits London — Ла Фосс
- 1952 — Час, джентльмени, будь ласка![en] / Time Gentlemen, Please! — Пеггі Стеббінс
- 1952 — Мати Райлі зустрічає вампіра[en] / Mother Riley Meets the Vampire — Тіллі
- 1952 — Дарований кінь[en] / Gift Horse — Глед Фланаган
- 1952 — Міс Робін Гуд[en] / Miss Robin Hood — Перл
- 1952 — Зроблено на небесах[en] / Made in Heaven — Етель Дженкінс
- 1952 — Той, хто дзвонить[en] / The Ringer — місіс Гекетт
- 1953 — Ріг вулиці[en] / Street Corner — повія в поліційному відділку
- 1953 — Порушник[en] / The Intruder — Дора Бі
- 1954 — Нічний скандал[en] / Fast and Loose — Мері Роулінгс, служниця
- 1954 — Ви знаєте, які моряки[en] / You Know What Sailors Are — Гледіс
- 1954 — Молоді коханці[en] / The Young Lovers — телефоністка (в титрах не зазначена)
- 1954 — Переповнений день[en] / The Crowded Day — покупчиня
- 1954 — В захваті від чоловіків[en] / Mad About Men — Беренджарія
- 1955 — Поки вони щасливі[en] / As Long as They're Happy — Мей
- 1955 — Дивись як вони біжать[en] / See How They Run — Айза
- 1955 — Герої вутлого суденця[en] / The Cockleshell Heroes — Міртл
- 1955 — Ви удачливі люди[en] / You Lucky People — сержант Гортензія Тіпп
- 1956 — Дитина в домі[en] / Child in the House — Кессі
- 1956 — Зелена людина[en] / The Green Man — Лілі
- 1958 — Людина, яка не могла говорити[en] / The Man Who Wouldn't Talk — телефоністка
- 1958 — Так тримати, сержанте[en] / Carry On Sergeant — Нора
- 1959 — Операція «Булшайн»[en] / Operation Bullshine — рядова Кокс
- 1960 — Слідуй за тим конем![en] / Follow That Horse! — міс Бредсток
- 1961 — Ніч, коли ми впіймали пташку[en] / The Night We Got the Bird — Джулі Скідмор
- 1961 — Смак меду / A Taste of Honey — Гелен
- 1966 — Велике пограбування поїзда в Сент-Триніан[en] / The Great St Trinian's Train Robbery — Амбер Споттісвуд
- 1966 — Людина-сендвіч[en] / The Sandwich Man — місіс Де Вір
- 1967 — Дешевше пареної ріпи[en] / Two a Penny — Рабі Гопкінс
- 1971 — Руки різника[en] / Hands of the Ripper — місіс Ґолдінг
- 1972 — Фронт[en] / Up the Front — Кора Крампінгтон
- 1988 — Квартира нуль / Apartment Zero (Conviviendo con la muerte) — Маргарет Маккінні
- 2005 — Дзеркальна маска / MirrorMask — тітонька Нен

### Телебачення
- 1962, 1976, 1981, 1989 — Це твоє життя[en] / This Is Your Life — Дора Браян (у 4 випусках)
- 1996, 2001 — Ще по одній[en] / Absolutely Fabulous — Доллі / Міллі (у 2 епізодах)
- 2000—2005 — Бабине літо[en] / Last of the Summer Wine — Роз (в 50 епізодах)